# Scott Drew
Scott Homer Drew (Kansas City, 23 ottobre 1970) è un allenatore di pallacanestro statunitense.

## Palmarès
- Campione NIT (2013)
- Campione NCAA (2021)